# Шапошник, Алексей Петрович
Алексей Петрович Шапошник - советский хозяйственный, государственный и политический деятель.

## Биография
Родился в 1906 году в слободе Алексеевка Бирюченского уезда. Член ВКП(б) с 1930 года.
С 1930 года - на хозяйственной, общественной и политической работе. В 1930-1962 гг. — сотрудник Острогожской окружной газеты «Новая жизнь», заместитель ответственного редактора, ответственный редактор областной газеты «Молодой коммунар», пропагандист в годы Великой Отечественной войны, редактор республиканской газеты «Советская Латвия», директор Воронежского областного книжного издательства.
Избирался депутатом Верховного Совета РСФСР 3-го созыва.
Умер в 1991 году в Воронеже.